# Куликовка (Липецька область)
Куликовка (рос. Куликовка) — присілок у Воловському районі Липецької області Російської Федерації.
Населення становить 100  осіб. Належить до муніципального утворення Верхнєчесноченська сільрада.

## Історія
У 1963-1965 роках у складі Тербунського району. Від 11 січня 1965 року — відновленого Воловського району.
Згідно із законом від 2 липня 2004 року №114-оз органом місцевого самоврядування є Верхнєчесноченська сільрада.

## Населення
| 2010 | 2012 |
| ---- | ---- |
| 91   | ↗100 |